# José Inácio da Rocha
José Inácio da Rocha (Imaruí, 27 de janeiro de 1821 — , ) foi um comerciante e político brasileiro.
Filho de Inácio Vieira da Rocha e de Ana Rosa de Jesus.
Trabalhou no comércio na cidade do Rio de Janeiro, em 1834. Foi gerente da fábrica de chapéus de Carlos Filipe.
Foi deputado à Assembléia Legislativa Provincial de Santa Catarina na 14ª legislatura (1862 — 1863) e na 18ª legislatura (1870 — 1871).